# 東お多福山
東お多福山（ひがしおたふくやま）は、兵庫県神戸市東灘区と芦屋市との境にある六甲山系に属する標高697mの山である。東おたふく山とも表記される。

## 概要
山頂付近は幅のある稜線でササの草原が広がり、三角点は設けられておらず、標識が山頂の目印となっている。頂上から少し下った場所からは六甲山主稜線や六甲山最高峰が一望できる。北側にある六甲山の主稜線とは大月断層・住吉川の谷で、南側にある荒地山やごろごろ岳とは五助橋断層の谷で隔てられている。六甲山地の多くは花崗岩が露出しているが、大月断層と五助橋断層に挟まれた東お多福山付近は砂岩・粘板岩・チャートなどが露出している。

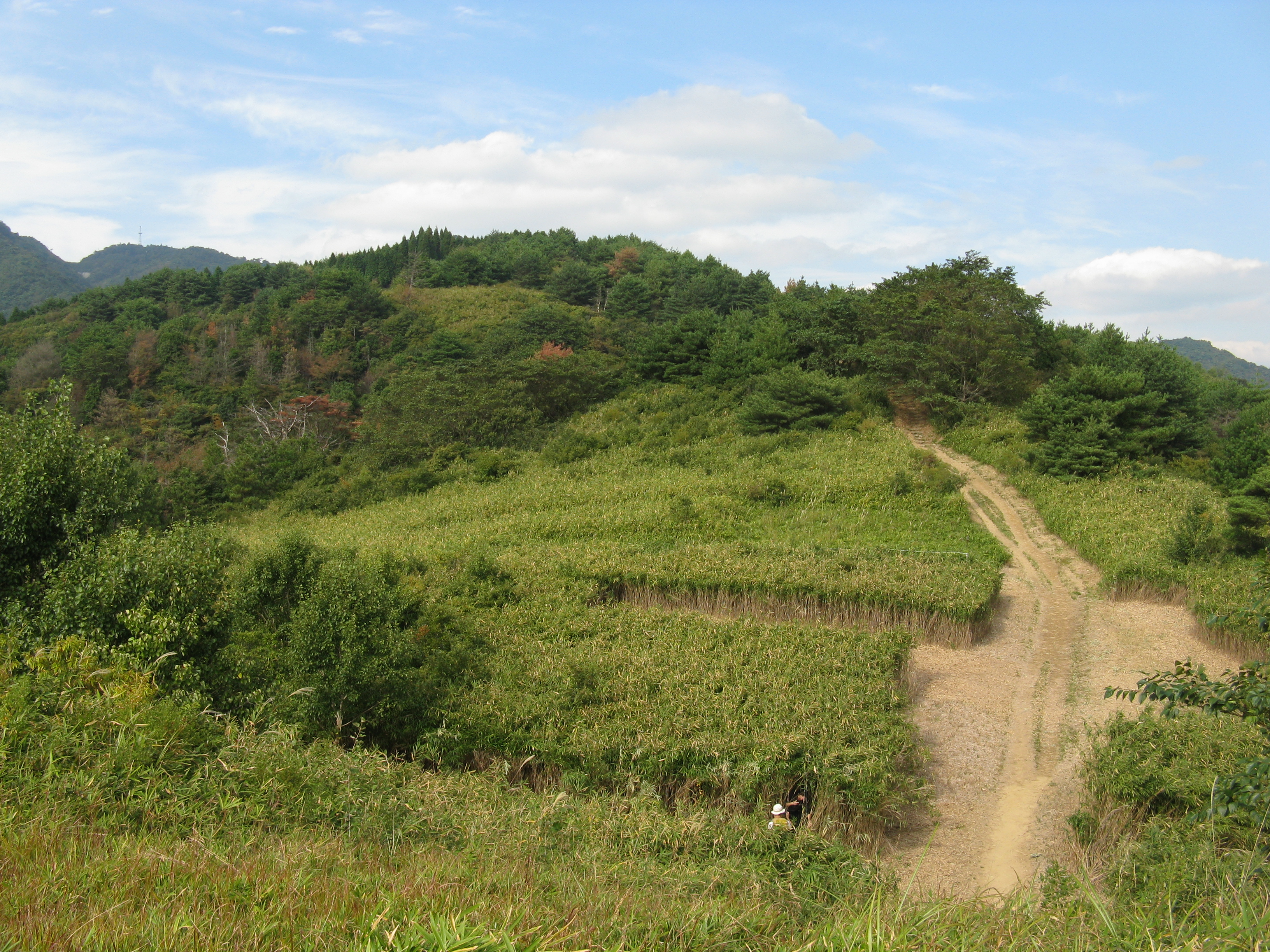
山頂近く

## 登山道
主な登山道は、東おたふく山登山口（バス停）からの道と、六甲山最高峰の登山道である魚屋道から雨ヶ峠で分岐する道である。
- 阪急バス 東おたふく山登山口・土樋割（どびわり）峠林道 ー(50分)→ 東お多福山
- 芦屋川駅 ー(40分)→ 高座の滝 ー(40分)→ 風吹岩 ー(60分)→ 雨ヶ峠 ー(20分)→ 東お多福山

※所要時間（標準コースタイム）は参考例